# أنطوان زهرة (لاعب كرة قدم مالطي)
أنطوان زهرة (بالإنجليزية: Antoine Zahra)‏ هو مدرب كرة قدم ولاعب كرة قدم مالطي، ولد في 5 مارس 1977 في الموسطة ‏ في مالطا. شارك مع منتخب مالطا تحت 21 سنة لكرة القدم ومنتخب مالطا لكرة القدم. أما مع النوادي، فقد لعب مع نادي بيركيركارا.

## وصلات خارجية
- أنطوان زهرة على موقع قاعدة بيانات كرة القدم.إي يو (الإنجليزية)
- أنطوان زهرة على موقع ناشيونال فوتبول تيمز (الإنجليزية)